# Щербина, Мария Владимировна
Щербина Мария Владимировна (11 декабря 1958, Харьков) — советский и украинский ученый, доктор физико-математических наук (1997), член корреспондент НАН Украины (2012).

## Обучение
После окончания школы М. Щербина в 1976 году поступила в Харьковский национальный университет имени В. Н. Каразина, который окончила в 1981 году по специальности «Математика».
Начала учиться в аспирантуре. В 1986 году она защитила кандидатскую диссертацию на тему «Некоторые асимптотические проблемы статистической физики». После окончания докторантуры М. Щербина в Физико-техническом институте низких температур имени Б. И. Веркина НАН Украины (Харьков) в 1997 году защитила докторскую диссертацию на тему: «Модели среднего поля в статистической физике и теории случайных матриц».

## Научная деятельность
С 1981 года М. Щербина работает в Институте физики низких температур (сейчас — Физико-технический институт низких температур имени Б. И. Веркина НАН Украины) в г. Харьков. В 1983 году была назначена на должность младшего научного сотрудника. Затем с 1989 по 1991 гг. работала научным сотрудником, а с 1991 по 2000 годы — старшим научным сотрудником. Еще три года занимала должность ведущий научный сотрудник.
В 2003 году М. Щербина была назначена заведующим отдела статистических методов математической физики Института физики низких температур.
Принимала участие во многих конференциях и международных конгрессах в Париже (1994), Берлина (1996), Риме (1999, 2001, 2002, 2003, 2004), Марселе (1998, 2002), Монреале (2004)
В 2012 году была избрана членом-коренспондентом НАН Украины по специальности «Теория вероятностей».

### Главные направления исследований
- теория случайных матриц, в частности эрмитовые и действительно-симметричные матричные модели, унитарные матричные модели, ансамбли сумм и произведений случайных матриц, ансамбли с независимыми элементами, ансамбли жидких случайных матриц и случайные графы;
- спектральная теория дифференциальных и конечно-разностных операторов со случайными и почти периодическими коэффициентами, в частности обратные задачи теории рассеяния для таких операторов;
- точно и асимптотично точно решаемые модели взаимодействующих упорядоченных и неупорядоченных систем, в частности фазовые превращения и методы вычисления важных соответствующих физических характеристик.

## Награды
- Премия НАН Украины имени Остроградского за серию работ «Вероятностные задачи в группах и в спектральной теории» (2008).

## Семья
Дочь математика Владимира Александровича Щербины.
Замужем, двое детей.